# Czyhak sześciooki
Czyhak sześciooki (Segestria senoculata) – gatunek pająka z rodziny Segestriidae. Pająk osiąga długość 7–10 mm. Posiada sześć oczu, ułożonych w dwa trójkąty. Ma ciemne ubarwienie: szary odwłok i brązowy głowotułów. Na odwłoku posiada charakterystyczne rozszerzające się ku tyłowi plamy. Występuje w Europie środkowej: w lasach, pod odstającą korą, w szczelinach skalnych, w pobliżu budynków. Aktywny jest nocą. Polują przy pomocy tuneli z pajęczyn, gdzie czyhają w charakterystyczny sposób: trzy pary odnóży kierują do wejścia. Przedstawiciele rodziny czyhakowatych żyją w wąskich rurkowatych, otwierających się na zewnątrz lejkowatym ujściem, oprzędach. Ukąszenie czyhakowatych jest bolesne, jednak nie wywołuje poważnych skutków ubocznych.